# Кларк, Эмори
Эмори Уэнделл Кларк II (англ. Emory Wendell Clark II; род. 23 марта 1938, Детройт, Мичиган) — американский гребец, выступавший за сборную США по академической гребле в середине 1960-х годов. Чемпион летних Олимпийских игр в Токио, победитель и призёр регат национального значения.

## Биография
Эмори Кларк родился 23 марта 1938 года в Детройте, штат Мичиган.
Заниматься академической греблей начал во время учёбы в Школе Гротон в 1951 году, проходил подготовку на реке Нашуа в Массачусетсе. На пятом и шестом годах обучения входил в состав сильнейшего школьного экипажа, выигравшего множество соревнований — за эти достижения Кларк был включён в школьный Зал славы спорта.
В 1956 году поступил в Йельский университет, где продолжил заниматься греблей — воссоединился со своим одноклассником по Гротону Сэмом Ламбертом, с которым выиграл несколько регат на студенческом уровне. Окончил университет в 1960 году, получив учёную степень в области английской литературы.
В период 1961—1964 годах Кларк проходил службу в Корпусе морской пехоты США, в том числе провёл 13 месяцев на Востоке. Позже присоединился к лодочному клубу «Веспер» в Филадельфии, где проходил подготовку под руководством известного специалиста Джека Келли.
Наивысшего успеха в гребле на международном уровне добился в сезоне 1964 года, когда вошёл в основной состав американской национальной сборной и благодаря череде удачных выступлений удостоился права защищать честь страны на летних Олимпийских играх в Токио. В составе экипажа-восьмёрки обошёл всех своих соперников в финальном заезде, в том числе главных фаворитов немцев, и завоевал золотую олимпийскую медаль.
За выдающиеся спортивные достижения в 1965 году был введён в Зал славы гребного спорта Соединённых Штатов.
В 1971 году Эмори Кларк окончил школу права Мичиганского университета, получив степень доктора юриспруденции, и впоследствии стал практикующим адвокатом.
Продолжал активно заниматься греблей вплоть до 2005 года, участвовал во многих ветеранских регатах по всему миру, в частности в 1981 году одержал победу на международной мастерской регате в Гейдельберге, Западная Германия.